# Fres (Apokoronas)
Fres (griechisch Φρες (m. sg.)) ist ein Gemeindebezirk an der westlichen Nordküste von Kreta im Regionalbezirk Chania.
Bis 2011 war Fres eine selbständige Gemeinde mit Verwaltungssitz im gleichnamigen Ort. Seit der Kommunalreform von 2011 ist Fres einer von sechs Gemeindebezirken der neu geschaffenen Gemeinde Apokoronas.
Das Dorf Fres mit etwa 326 Einwohnern (2011) hat einen großen Hauptplatz, der von mehreren Kafenia umgeben ist. Ein Torbogen in Fres führt in das Oberdorf und zur Kapelle Unserer Lieben Frau von den zwei Felsen. Fres liegt an den Ausläufern der Weißen Berge (Lefka Ori). Zum Gemeindebezirk Fres zählen die Orte Pedochori, Pemonia, Tzitzifes, Melidoni und das Dorf Fres.